# 昂德勒泽
昂德勒泽（法語：Andrezé，法語發音：[ɑ̃dʁəze] ⓘ）是法国曼恩-卢瓦尔省的一个旧市镇，属于绍莱区。2015年12月15日，昂德勒泽和相邻的9个市镇合并为新市镇莫日地区博普雷欧（Beaupréau-en-Mauges）。

## 地理
昂德勒泽（47°10'17"N, 0°57'12"W）面积21.2 平方千米，位于法国卢瓦尔河地区大区曼恩-卢瓦尔省，该省份为法国西部内陆省份，大致对应安茹地区，北起顺时针与马耶讷省、萨尔特省、安德尔-卢瓦尔省、维埃纳省、德塞夫勒省、旺代省、大西洋卢瓦尔省和伊勒-维莱讷省接壤。
与昂德勒泽接壤的市镇（或旧市镇、城区）包括：莫日地区贝格罗勒、拉沙佩勒迪热内、雅莱、拉瑞博迪耶尔、塞夫勒穆瓦讷、莫日地区圣菲尔贝、莫日地区圣马凯尔。

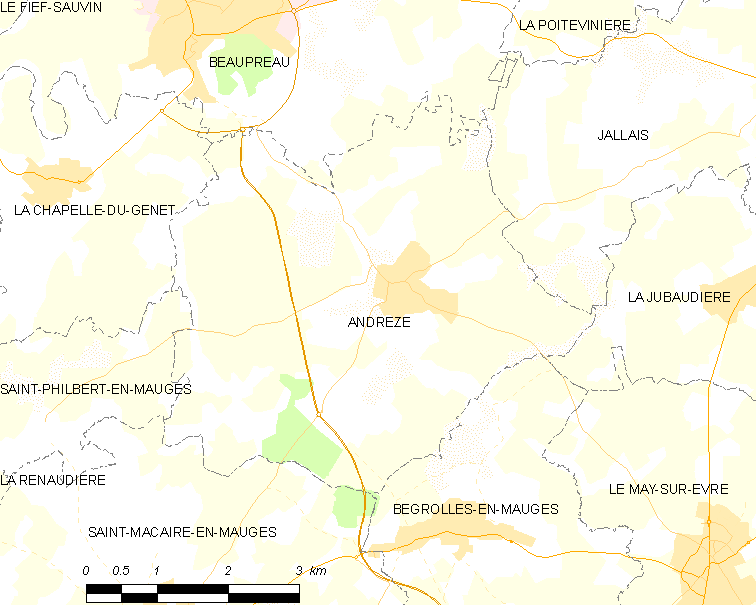
昂德勒泽的OSM定位图

昂德勒泽的时区为UTC+01:00、UTC+02:00（夏令时）。

## 行政
昂德勒泽的邮政编码为49600，INSEE市镇编码为49006。

## 政治
昂德勒泽所属的省级选区为莫日地区博普雷欧县。

## 人口

1962-2008年间昂德勒泽人口变化图示

昂德勒泽于2018年1月1日时的人口数量为1941人。